# Beastie Boys
Beastie Boys este un grup american de hip-hop din New York format în 1981. Din compoziția grupului fac parte Michael "Mike D" Diamond (voce, percuție), Adam "MCA" Yauch (voce, chitară bas) și Adam "Ad-Rock" Horovitz (voce, chitară). La început trupa a fost formată din 4 membri cu stilul muzical hardcore punk în 1981 trupa a fost formată din: Michael "Mike D" Diamond (voce), John Berry (chitară), Adam "MCA" Yauch (chitară) și Kate Schellenbach (tobe), trupa a apărut în compilații pe casete New York Thrash, după ce au înregistrat prima melodie EP Polly Wog Stew, în 1982. După atingerea succesului local moderat în 1983 au trecut pe stilul muzical experimental hip hop la melodia Cooky Puss abândonând practic stilul muzical hardcore punk și optând pentru stilurile muzicale hip-hop sau chiar rap rock, trupa apoi și-a schimbat stilul hardcore punk în Hip-Hop din 1984 și lansând multe hituri de succes. Beastie Boys a făcut turul cu Madonna în 1985 și după un an primul album de debut al trupei Licensed To Ill. Trupa a vândut 22 milioane de albume în Statele Unite și 40 milioane de albume în Europa, ceea ce îi face, conform Billboard, "cea mai bine vândută grup rap" din 1991 încoace. Cu 7 discuri de platină sau albume mai reușite din 1986-2004, Beastie Boys este una din trupele cu cea mai lungă activitate hip-hop din lume, și au continuat să se bucure de succes comercial și critic peste 25 de ani după lansarea albumului Licensed to Ill. În 2009, trupa lansează digital remasterat ediții deluxe pentru albumele Paul Boutique, Check Your Head, Ill Communication și Hello Nasty. Al optulea album studio, Hot Sauce Committee Part Two, a fost lansat în 2011, și a avut revizualizări pozitive. Aceștia au fost introduși în Rock și Roll Hall of Fame în aprilie 2012, doar această trupă de 3 a intrat în Hall, după Run-D.M.C. 2009 și Grandmaster Flash and the Furious Five 2007. În 2012, Adam "MCA" Yauch unul din membrii trupei moare de cancer al glandelor salivare parotide, trupa a devenit cunoscută atât în anii 80 cât și în anii 90 dar și după datorită melodiilor sale celebre. De asemenea ei în afară de Madonna, i-au mai întâlnit din întâmplare și pe Billy Idol dar și Run-D.M.C. aflați din întâmplare prin zonă sau erau într-un turneu, apoi prin 1998, unul din membrii trupei Adam "MCA" Yauch îl întâlnește pe Dalai Lama cunoscut ca Tenzin Gyatso prin acest fapt Adam "MCA" Yauch a primit religia de budist pe lângă cea pe care o avea fiind și foarte atras de această religie etc, inițial după moartea lui Adam "MCA" Yauch se stabilise inițial desființarea trupei de la unul din membrii rămași, dar cu toate acestea nu vor sub nici o formă ca trupa să dispară, și au decis în prezent să rămână ca trupă dar în format duo, pentru că nu vor să aducă un alt membru în locul celui care a murit deși ar găsi dar au considerat că și duo va merge foarte bine trupei și cu toate acestea Beastie Boys din păcate nu va mai fi ce a fost, regretând până și astăzi Michael "Mike D" Diamond și Adam "Ad Rock" Horovitz membrii trupei Beastie Boys rămași că Adam "MCA" Yauch numai este printre ei mai ales că el era și unul din cei mai vechi membri ai trupei sau probabil că el era creierul grupului în sensul că era cu ideile legate de aceasta trupă, nu că nu ar fi avut și ceilalți membri idei dar pierderea acelui membru se resimte totuși foarte greu dar cu toate acestea uneori ei cred că spiritul sau fantoma lui Adam "MCA" Yauch va veghea mereu asupra lor adică a membrilor rămăși pe tot parcursul acestei trupe, în 2014 unul din membrii trupei Michael "Mike D" Diamond a anunțat că trupa nu va mai continua activitatea pe motiv că nu ar mai avea idei pe plan muzical și numai pot se pare nici să susțină trupa atâta timp cât au rămas 2 și numai sunt 3 cum erau odată poate așa trupa ar mai fi rămas dar din păcate poate și moartea lui Adam "MCA" Yauch de acum 2 ani încă se resimte foarte mult așa că trupa va dispărea și probabil nu ar exista nici o cale de întoarcere însă odată cu dispariția trupei probabil cei 2 membri rămași nu ar renunța definitiv la muzică pentru că și-ar putea dori să opteze pentru o carieră solo după atâția ani petrecuți în această trupă însă imediat după sau înainte de a se desființa trupa cum că Beastie Boys ar fi dat în judecată o firmă de energizante sau băuturi ce făcea reclamă care se numește Monster Beverage Corporations care ar fi utilizat melodiile lor fără să aibă măcar dreptul trupei și acest caz s-a decis și de avocatul Paul Garrity care ar fi zis de acea firmă că le ar fi luat furat dreptul celor de la Beastie Boys de a spune nu și a afirmat că încă de ceva ani în urmă trupa să nu aprobe niciodată folosirea melodiilor lor pentru promovarea produselor energizante pe bază de cofeină produsă chiar de Monster Beverage și că compania solicitase în prealabil licența de folosire a melodiilor lui Beastie Boys în urma acestui scandal trupa a solicitat daune în jur de 2 milioane de dolari reprezentând așa zise compensații financiare pentru încălcarea drepturilor de autor și publicitate falsă apoi avocatul firmei de energizante și băuturi Reid Kahn ar fi zis că suma propusă este ilogică și că normal ca plată în urma daunelor ar fi trebuit 125 de mii de dolari și nu 2 milioane de dolari, apoi a recunoscut că firma sa a încălcat drepturile lor de autor și că asta se întâmplase fiindcă un angajat al firmei respective a crezut că aceasta deținea deja acele drepturi acest proces fusese inițiat în 2012 și avea la bază o reclamă produsă pentru o competiție anuală de snowboarding pe care Monster Beverage o organizează și sponsorizează în Canada numită Ruckus in the Rockies după acest eveniment a publicat pe youtube Monster Beverage un mesaj promoțional ce prezenta imagini din timpul concursului și de la petrecerea de după concurs la care participaseră mai mulți muzicieni dar și DJ această reclamă conținea un remix ale unor piese cunoscute ale trupei cum ar fi Sabotage So What'cha Want și Make Some Noise reclama a inclus de asemenea la final sintagma "RIP MCA" adică odihnește-te în pace MCA care a murit cu o zi înainte de debutul acelei competiții de snowboarding care era foarte sigur dar și încrezător că învinsese cancerul a fost operat dar lua și tratamente medicale la niște centre atât în SUA cât și în Tibet unde căpătase el originile dar tot degeaba medicii nu l-au mai putut salva el fusese încă din 2009 diagnosticat cu o tumoare la glandele salivare și noduli limfatici, după ce pierduse lupta cu cancerul de care suferea 3 ani, la acele audieri au participat membrii rămași ai trupei Michael Diamond și Adam Horovitz plus văduva lui Adam Yauch, Dechen Wangdu, inițial această trupă cânta punk-rock dar de curând trecuse pe muzica rap, pe când acest stil muzical cucerea teren pe străzile din New York și în cluburile underground din anii 80 care era cucerit de afro-americani  dar cu care au câștigat și celebritatea Michael Diamond, Adam Horovitz și Adam Yauch cei trei muzicieni evrei din Brooklyn, New York ce au reușit să se impună cu muzica lor. Albumul cu care grupul devenise se numea Licensed To Ill, și fusese lansat  în 1986 și a inclus hiturile You Gotta Fight For Your Right To Party și Brass Monkey. A urmat albumul Paul Boutique în 1989 și Ill Communication în 1994 care conținea hitul Sabotage și Hello Nasty din 1998 care conținea hitul Intergalactic și Body Movin'. De-a lungul acestor ani ei au combinat stilurile muzicale alternându-le, dar fanii le-au rămas lor loiali. Au lansat patru albume care s-au clasat pe primul loc în topurile muzicale și au câștigat și 3 premii Grammy, iar sub pseudonimul Nathaniel Hörnblowér, Adam Yauch a regizat videoclipuri ale trupei, precum So What'cha Want, Intergalactic, Body Movin' și Ch-Check It Out, de remix-urile acestei trupe s-a ocupat celebrul DJ britanic Fatboy Slim la melodia Body Movin' care avea să apară în două variante cenzurat și necenzurat puțini însă știu sau nu au băgat în seamă deloc faptul că Beastie Boys s-a inspirat din 2 filme pentru melodiile Sabotage care este chiar film făcut dar și Danger:Diabolik tot un film dar vechi pentru Body Movin' doar acestea căci restul cântecelor lor nu au fost inspirate din nimic doar acestea, rămânând astfel doar amintirile plăcute sau neplăcute legate de această trupă. 

## Membrii formației
Membri de bază
- John Berry – chitare (1981–1982)
- MCA – vocal, bas (1981–2012)
- Kate Schellenbach – tobe, percuție (1981–1984)
- Mike D – vocal, tobe (1981–2014)
- Ad-Rock – vocal, chitare (1982–2014)

Membri de turnee
- DJ Double R  – disc jockey (1984–1985)
- Doctor Dré  – disc jockey (1986)
- DJ Hurricane  – disc jockey (1986–1997)
- Eric Bobo – percuție (1992–1996)
- Money Mark (Mark Ramos-Nishita) – clape, vocal (1992–2014)
- AWOL  – tobe (1994–1995)
- Alfredo Ortiz – drums, percuție (1996–2014)
- Mix Master Mike  – disc jockey, turntablist și back vocal (1998–2014)

## Discografie
- Licensed to Ill (1986)
- Paul's Boutique (1989)
- Check Your Head (1992)
- Ill Communication (1994)
- Hello Nasty (1998)
- To the 5 Boroughs (2004)
- The Mix-Up (2007)
- Hot Sauce Committee Part Two (2011)

## Turnee
Ca artiști principali
- Licensed to Ill Tour (1987)  (with Public Enemy)
- Together Forever Tour (1987) (with Run-D.M.C.)
- Check Your Head Tour (1992)
- Ill Communication Tour (1994–1995)
- Hello Nasty Tour (1998–1999)
- To the 5 Boroughs Tour (2004)
- The Mix-Up Tour (2007–2008)

Ca artiști secundari
- The Virgin Tour (1985) (supporting Madonna)
- Raising Hell Tour (1986) (supporting Run-D.M.C.)

## Premii și nominalizări
Premiile Grammy
| An   | Lucrare                            | Premiu                                 | Rezultat     |
| ---- | ---------------------------------- | -------------------------------------- | ------------ |
| 1992 | Check Your Head                    | Best Rap Performance by a Duo or Group | Nominalizare |
| 1995 | "Sabotage"                         | Best Hard Rock Performance             | Nominalizare |
| 1999 | "Intergalactic"                    | Best Rap Performance by a Duo or Group | Câștigat     |
| 1999 | Hello Nasty                        | Best Alternative Performance           | Câștigat     |
| 2001 | "Alive"                            | Best Rap Performance by a Duo or Group | Nominalizare |
| 2005 | "Ch-Check It Out"                  | Best Rap Performance by a Duo or Group | Nominalizare |
| 2005 | To The 5 Boroughs                  | Best Rap Album                         | Nominalizare |
| 2008 | "Off the Grid"                     | Best Pop Instrumental Performance      | Nominalizare |
| 2008 | The Mix-Up                         | Best Pop Instrumental Album            | Câștigat     |
| 2010 | "Too Many Rappers" (featuring Nas) | Best Rap Performance by a Duo or Group | Nominalizare |

MTV Video Music Awards
| An   | Lucrare           | Premiu                                      | Rezultat     |
| ---- | ----------------- | ------------------------------------------- | ------------ |
| 1994 | "Sabotage"        | Video of the Year                           | Nominalizare |
| 1994 | "Sabotage"        | Best Group Video                            | Nominalizare |
| 1994 | "Sabotage"        | Breakthrough Video                          | Nominalizare |
| 1994 | "Sabotage"        | Best Direction in a Video                   | Nominalizare |
| 1994 | "Sabotage"        | Viewer's Choice                             | Nominalizare |
| 1998 | Beastie Boys      | Video Vanguard Award                        | Câștigat     |
| 1999 | "Intergalactic"   | Best Hip-Hop Video                          | Câștigat     |
| 2009 | "Sabotage"        | Best Video (That Should Have Won a Moonman) | Câștigat     |
| 2011 | "Make Some Noise" | Video of the Year                           | Nominalizare |
| 2011 | "Make Some Noise" | Best Direction (Director: Adam Yauch)       | Câștigat     |

MTV Europe Music Awards
| An   | Lucrare           | Premiu       | Rezultat     |
| ---- | ----------------- | ------------ | ------------ |
| 1994 | Beastie Boys      | Best Group   | Nominalizare |
| 1998 | "Intergalactic"   | Best Video   | Nominalizare |
| 1998 | "Hello Nasty"     | Best Album   | Nominalizare |
| 1998 | Beastie Boys      | Best Group   | Nominalizare |
| 1998 | Beastie Boys      | Best Rap     | Câștigat     |
| 1999 | Beastie Boys      | Best Hip-Hop | Nominalizare |
| 2004 | Beastie Boys      | Best Group   | Nominalizare |
| 2004 | Beastie Boys      | Best Hip-Hop | Nominalizare |
| 2011 | "Make Some Noise" | Best Video   | Nominalizare |

## Filmografie
- Krush Groove (1985)
- Tougher Than Leather (1988)
- Awesome; I Fuckin' Shot That! (2006)
- Fight for Your Right Revisited (2011)